# Verwaltungsgemeinschaft Elbaue-Fläming
Die Verwaltungsgemeinschaft Elbaue-Fläming war eine Verwaltungsgemeinschaft im Landkreis Wittenberg im Osten des Bundeslandes Sachsen-Anhalt.
Sie entstand am 1. Januar 2005 durch Zusammenschluss der ehemaligen Verwaltungsgemeinschaften Südfläming, Zahna, Mühlengrund und Elster-Seyda-Klöden.

## Mitgliedsgemeinden
| - Dietrichsdorf - Elster (Elbe) - Gadegast - Klöden | - Leetza - Listerfehrda - Mühlanger - Schützberg | - Zahna, Stadt - Zemnick - Zörnigall |

Sitz der Verwaltungsgemeinschaft war Zahna.
Am 1. Januar 2009 verließen die Gemeinden Abtsdorf und Mochau die Verwaltungsgemeinschaft und wurden Ortsteile der Lutherstadt Wittenberg. Zum 1. Januar 2010 wurde die Gemeinde Naundorf bei Seyda nach Jessen (Elster) und die Gemeinden Boßdorf, Kropstädt und Straach nach Lutherstadt Wittenberg eingemeindet. Am 1. Januar 2011 wurde die Verwaltungsgemeinschaft  schließlich aufgelöst.  Klöden und Schützberg schlossen sich wie zuvor Naundorf bei Seyda der Stadt Jessen (Elster) an.  Die restlichen Gemeinden gründeten die neue Stadt und Einheitsgemeinde Zahna-Elster, wobei Mühlanger seit 29. Mai 2013 wegen eines Formfehlers im Eingemeindungsverfahren wieder eine eigenständige Gemeinde ist.

## Wappen
Das Wappen wurde 1995 vom Magdeburger Kommunalheraldiker Jörg Mantzsch gestaltet.